# Multifactorauthenticatie
Multifactorauthenticatie (MFA) is een methode om de authenticiteit van een gebruiker te verifiëren (authenticatie) op meer dan één enkele manier (met behulp van meerdere factoren). Door meerdere factoren te combineren kan de beveiliging bij toegangscontrole worden aangescherpt.
Het woorddeel "multi" wordt vaak vervangen door het aantal, bijvoorbeeld tweefactorauthenticatie. Het deel "factor" wordt ook wel vervangen door "staps" of "traps". Het deel "authenticatie" wordt ook wel vervangen door "verificatie".
De factoren bestaan doorgaans uit:
- iets dat de gebruiker weet, zoals een wachtwoord bij een gebruikersnaam of pincode
- iets dat de gebruiker heeft, zoals een pasje, een individueel e-mailadres, een geregistreerde smartphone
- iets dat de gebruiker is (een eigenschap van de gebruiker), zoals een vingerafdruk of een account

Extra mogelijke factoren:
- Waar de gebruiker is (locatie van de gebruiker): Bijvoorbeeld vanuit welk gebied de gebruiker toegang probeert te krijgen, of vanaf welk IP-adres.
- De tijd: Op welk tijdstip de gebruiker toegang probeert te krijgen.

Een welbekend voorbeeld van MFA is de betaalkaart gecombineerd met een pincode. Een pincode (iets dat de gebruiker weet) wordt gecombineerd met een pasje (iets dat de gebruiker heeft). Deze twee factoren maken dit voorbeeld tot two-factor-authenticatie (2FA). Het pasje is in dit voorbeeld voor een kwaadwillende derde onbruikbaar zonder de pincode en vice versa. Sinds 14 september 2019 moeten banken in de EU minimaal een vorm van tweefactorauthenticatie toepassen. Omdat kwaadwillenden bijvoorbeeld een pincode kunnen afkijken en een pasje stelen, passen banken de laatste jaren steeds vaker meer lagen van authenticatie toe.